# Richard Chaves

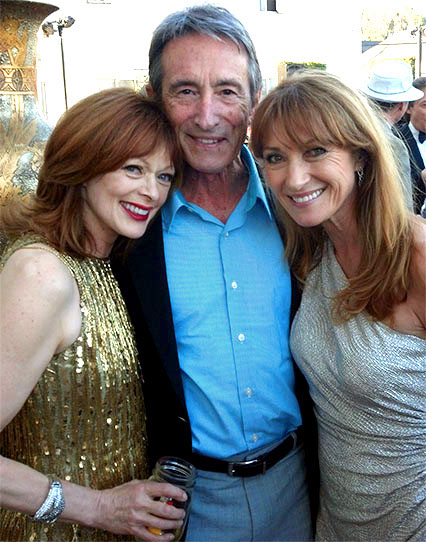
Schauspieler Frances Fisher, Richard Chaves und Jane Seymour (2013)

Richard John Chaves (* 9. Oktober 1951 in Jacksonville, Florida) ist ein US-amerikanischer Schauspieler.

## Biografie

### Karriere
Chaves half beim Schreiben des von Kritikern gefeierten Bühnendramas Tracer. In den frühen achtziger Jahren begann er als Schauspieler zu arbeiten. Anfangs übernahm er verschiedene Rollen in Seifenopern, bis er 1987 eine bemerkenswerte Rolle als Poncho Ramirez in dem Science-Fiction-Film Predator bekam. Bald darauf erhielt seine Karriere einen weiteren Schub, als er die Rolle des Lt. Colonel Ironhorse in der Fernsehserie Krieg der Welten besetzen konnte. Abgesehen davon, dass ihm dies erlaubte, sowohl in Kontakt mit seinen uramerikanischen Wurzeln sowie einer Kriegsgeschichte zu kommen, brachte ihm die Serie auch eine große Fangemeinde ein. Chaves stellte einmal fest, dass die Menge an Fanpost, die er bekam, die der anderen Darsteller um das vier- bis fünffache überstieg.
Seine Karriere wurde dadurch abgebremst, dass Krieg der Welten für die zweite Staffel unter neues Management gestellt wurde. Die neuen Führungskräfte glaubten nicht, dass der Ironhorse Charakter mit dem Format harmoniere, so dass sein Charakter und der von Norton Drake abgesetzt wurden.

### Persönliches
Chaves wurde in Jacksonville, Florida als Sohn eines US Marine Corps Offiziers und Drogenfahnders geboren. Er ist Vietnam-Veteran.
In den späten 1990er Jahren wurde Chaves Opfer eines Stalkers. Um seine Familie, Freunde und sich selbst zu schützen, folgte er dem Rat der Polizei durch Verzicht auf Teilnahme an Tagungen und das Schließen seiner offiziellen Website.
Chaves hat wegen des Stalkers nur wenige öffentliche Auftritte im Laufe der Jahre gehabt. Seine jüngsten Rollen hatte er in den Filmen Dark House (2009) und Beyond the Game (2016).